# Wannabe (Spice Girls)
Wannabe è un singolo del gruppo musicale britannico Spice Girls, pubblicato il 26 giugno 1996 come primo estratto dal primo album in studio Spice.

## Descrizione
Il brano è stato scritto dalle Spice Girls insieme a Richard Stannard e Matt Rowe ed è diventato un simbolo della seconda metà degli anni novanta e della musica pop in generale, oltre ad essere divenuto il brano più noto della formazione. Victoria Adams, a differenza delle altre componenti del gruppo, non ha una parte da solista nel brano.
È stata anche la sigla della prima edizione del programma televisivo Boomerissima in onda su Rai 2 ad inizio 2023.

## Pubblicazione
Il singolo è stato pubblicato in tutta Europa nel 1996 attraverso la Virgin Records ed è sbarcato negli Stati Uniti d'America l'anno successivo. Con questo brano il gruppo è entrato nelle classifiche musicali di tutto il mondo, raggiungendo la prima posizione in ben 32 paesi in svariate classifiche, ed è stato il primo di una lunga serie (in totale saranno nove) di primi posti conquistati dal gruppo nel Regno Unito, paese nel quale è stato certificato triplo disco di platino.

## Video musicale
Il video, che è un piano sequenza e ha una durata maggiore rispetto a quella della canzone stessa, è ambientato in un noto hotel londinese e mostra le cinque ragazze e le loro personalità, che irrompono in un ricevimento della high society e cantano il brano, coinvolgendo in un clima festoso e a tratti anche popolare un pubblico composto da persone molto abbienti o aristocratiche. Alla fine del video le ragazze fuggono salendo su un autobus.
Rimasero nella storia in particolare le acrobazie compiute da Melanie C, Sporty Spice, durante il video, che vince il titolo di Miglior video dance agli MTV Video Music Awards 1997.

## Cover
La canzone è stata rifatta più volte da vari artisti:
- Geri Halliwell ha reinterpretato da solista la canzone in alcune esibizioni live dopo l'abbandono delle Spice Girls.
- Gli Zebrahead hanno reinterpretato la canzone in chiave pop punk e l'hanno inserita nel loro album Waste of MFZB
- Una reinterpretazione è stata realizzata nel 2005 per il film animato Chicken Little - Amici per le penne e inserita nella relativa colonna sonora.
- Una cover della canzone, eseguita dalle ragazze del Glee Club, è presente nell'episodio 4x17 della serie televisiva Glee.
- I Red Hot Chili Peppers durante il tour dell'album One Hot Minute hanno più volte suonato una parte del brano, in chiave hard rock.
- Avril Lavigne ha eseguito una cover della canzone nel corso del suo tour musicale Love Sux Tour.

## Tracce
Questi sono i formati e le rispettive tracklist delle principali pubblicazioni del singolo
- UK CD1/Australian CD/Brazilian CD/Japanese CD

1. "Wannabe" [Radio Edit] – 2:52
2. "Bumper to Bumper" – 3:43
3. "Wannabe" [Vocal Slam] – 6:20

- UK CD2

1. "Wannabe" [Radio Edit] – 2:52
2. "Wannabe" [Dave Way Alternative Mix] – 3:27
3. "Wannabe" [Dub Slam] – 6:25
4. "Wannabe" [Instrumental] – 2:52

- US CD/European CD

1. "Wannabe" [Single Edit] – 2:52
2. "Bumper to Bumper" – 3:43

- European 12" Vinyl Single

1. A1 "Wannabe" [Vocal Slam] – 6:20
2. B1 "Wannabe" [Dub Slam] – 6:25
3. B2 "Wannabe" [Instrumental Slam] – 6:20

- US 12" Vinyl Single

1. A1: "Wannabe" [Junior Vasquez 12" Club Mix] – 9:20
2. A2: "Wannabe" [Vocal Slam] – 6:20
3. B1: "Wannabe" [Junior Vasquez Club Dub] – 9:20
4. B2: "Wannabe" [Dub Slam] – 6:25
5. B3: "Wannabe" [Single Edit] – 2:52

- 2007 Club Remixes

1. "Wannabe" [Soulseekerz Vocal Mix] – 6:55
2. "Wannabe" [Soulseekerz Dub Mix] – 6:56
3. "Wannabe" [Soulseekerz Radio Edit] – 3:32

## Classifiche

### Classifiche settimanali
| Classifica (1996) | Posizione massima |
| ----------------- | ----------------- |
| Australia         | 1                 |
| Austria           | 2                 |
| Belgio (Fiandre)  | 1                 |
| Belgio (Vallonia) | 1                 |
| Canada            | 9                 |
| Finlandia         | 1                 |
| Francia           | 1                 |
| Germania          | 1                 |
| Italia            | 2                 |
| Norvegia          | 1                 |
| Nuova Zelanda     | 1                 |
| Paesi Bassi       | 1                 |
| Regno Unito       | 1                 |
| Stati Uniti       | 1                 |
| Svezia            | 1                 |
| Svizzera          | 1                 |

### Classifiche di fine anno
| Classifica (1996) | Posizione |
| ----------------- | --------- |
| Italia            | 31        |

### Classifiche decennali
| Classifica (1990–1999) | Posizione |
| ---------------------- | --------- |
| Stati Uniti            | 35        |